# Lagas
Lagas (sumer nyelven lagaš raktárházat jelent. a ki determinatívummal [NU11.BUR].LAKI vagy [ŠIR.BUR].LAKI, „raktárváros”, LagašKI 𒉢𒁓𒆷𒆠, vagy 𒋓𒁓𒆷𒆠 akkádul: Nakamtu) Dél-Mezopotámia egyik legjelentősebb sumer városa volt a Tigris folyó mentén. Mai neve el-Hiba, s Irakban található. Lagas már az i. e. 4. évezredtől lakott település volt. Városállamként több környékbeli település felett gyakorolt uralmat. Hatalmának csúcspontját az i. e. 3. évezred második felében érte el, ekkoriban mintegy 100 000 lakosa volt. Uralkodói az enszi (papkirály) és lugal (hadvezérkirály) címet viselték.

## Története
Lagas az i. e. 25. században állandó konfliktusban állt Umma városával. Királyai (Ur-Nanse, Éannatum, Entemena) hosszú és általában sikeres harcokat vívtak Umma királyaival. A háborúskodás végül mégis Lagas lerombolásához vezetett az ummai király Lugalzageszi és Uruk támadásai következtében. I. e. 2347-ben (hosszú kronológia) Lagas az Akkád Birodalom része lett.
Az Akkád Birodalom megdöntése és egy csekélyebb jelentőségű időszak után a II. lagasi dinasztia – melynek leghíresebb uralkodója Gudea volt – alatt Lagas ismét Sumer domináns hatalmává emelkedett. Lagas városállam fő települése, az állam adminisztratív központja ebben az időben már nem Lagas városa, hanem Ningírszu (ma Telloh) volt, mely településnek Ningirszu volt a védőistene, s ahol Gudea 15 templomot építtetett újjá.
Lagas területe körülbelül 160 000 hektár volt, s 17 nagyobb város, 8 tartományi főváros és sok falu tartozott uralma alá, melyek közül nagyjából 40 név szerint is ismert.
A feliratok és a templomok tanúsága szerint Eridu, Ur, Nippur, Adab, Uruk és Badtibira is elismerte Lagas fennhatóságát. Mivel Lagas befolyása inkább a kereskedelmi szerződések alapján, s nem a háborús események kapcsán érvényesült, a területen egy virágzó korszak következett.
Öntöző rendszerek és csatornák épültek, az infrastruktúrát felújították, a művészetek is fejlődtek.
Lagas hegemóniájának a III. uri dinasztia felemelkedése vetett véget.

## Vallási élete
A város istene Ningírszu volt, aki eredetileg viharisten lehetett. Később azonosították Ninurta hadistennel, Enlil fiával. A korai időkben oroszlánfejű sasként, az úgynevezett imdugud (ananx(-IM)-dugud, akkád anzu, an-zumušen) madárként ábrázolták. Később, amikor az istenek ember alakú ábrázolása vált kizárólagossá, egy mítosszal az imdugud madár legyőzőjeként hozták kapcsolatba az oroszlánfejű sassal.

## Jelentősebb régészeti leletek

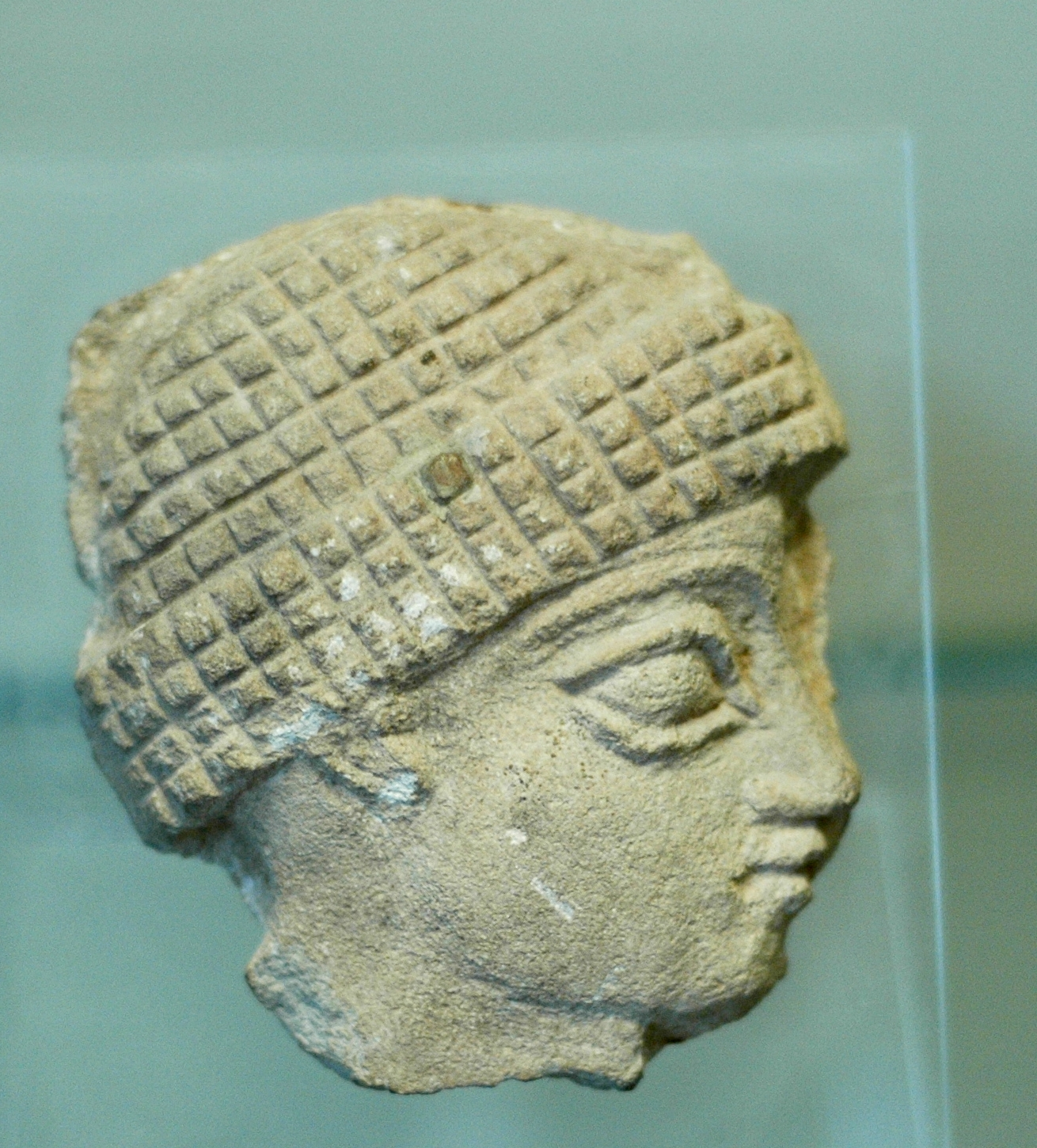
Gudea sztéléje a Louvre-ban

Gudea ékírásos táblái, szobrai mellett Éannatum úgynevezett „keselyűsztélé”-je és Ur-Nanse reliefje.

## Lagas települései
- Lagas a névadó település
- Girszu az új főváros az i. e. 3. évezred végétől, Lagastól északnyugatra
- Nina kisváros Lagastól délkeletre
- Bagara Gudea idején új kisváros a Nina felé ásott új csatorna mentén, itt volt Gatumdu istennő szentélye

## Fordítás
- Ez a szócikk részben vagy egészben  a   Lagasch című német Wikipédia-szócikk ezen változatának fordításán alapul.  Az eredeti cikk szerkesztőit annak laptörténete sorolja fel. Ez a jelzés csupán a megfogalmazás eredetét és a szerzői jogokat jelzi, nem szolgál a cikkben szereplő információk forrásmegjelöléseként.